# メジロベイリー
メジロベイリー（Mejiro Bailey、1998年5月30日 - 2022年6月28日）は、日本の競走馬、種牡馬。2000年の朝日杯3歳ステークスの勝ち馬で、同年のJRA賞最優秀3歳牡馬に選出された。
半兄に、1998年の天皇賞・春などを制したメジロブライトがいる。

## 概要
メジロ牧場最後のGI馬。メジロ牧場としては珍しいサンデーサイレンス産駒の活躍馬である。同牧場の生産馬では、本馬以前にもメジロラモーヌとサンデーの子にメジロディザイヤー（元種牡馬）などがいる。しかし事故や、メジロドーベルの兄にあたる産駒の死亡もあって、全体的に期待ほどの活躍を残せていなかった。そのため本馬の朝日杯制覇後に週刊Gallop誌によると、牧場でもサンデーサイレンス産駒の縁起の悪さまで取り沙汰されていたことが明らかにされている。本馬自身も朝日杯後は故障してしまい、結局同牧場生産のサンデーサイレンス産駒で本馬が唯一の重賞馬となっている。

## 戦績
2000年9月2日札幌競馬場の新馬戦でデビューを迎えた。レースでは後に東京優駿（日本ダービー）、ジャパンカップを制するジャングルポケットの5着に入線する。この8頭立ての新馬戦は、ジャングルポケットに敗れた出走馬7頭全てが、その後勝利するレベルの高いレースであった。
その後、折り返しの新馬戦、未勝利戦と共に3着に敗れた。4戦目の未勝利戦で初めて1番人気に支持され、1着となり初勝利を挙げた。次走は1勝馬の身でありながら、鞍上に横山典弘を迎えて朝日杯3歳ステークスに向かうことになる。この年はジャングルポケット、クロフネ、アグネスタキオンなどの評判馬はラジオたんぱ杯3歳Sに向かっており、全体的に手薄なメンバーであったが、それでも本馬は人気の盲点となり、単勝10番人気であった。レースでは中団から直線鋭く抜け出し、残り200ⅿ地点で故障を発生していながらもレースを続行していた1番人気のタガノテイオー（レース後に予後不良となった）を退けて連勝でGIを制覇した。この活躍により、JRA賞最優秀3歳牡馬に選出された。
その後、クラシック第1弾の皐月賞に向けて調整されていたが、脚部不安を発症し長期休養に入った。復帰は前走の朝日杯3歳ステークスから1年以上が経過した2002年2月2日の白富士ステークスとなった。ここでは3番人気に支持されるが、14頭中の13着に敗れる。続いて大阪城ステークスに出走し、ここでは2番人気に支持され4着となるが、その後に屈腱炎を発症して引退した。

## 競走成績
以下の内容は、netkeiba.comおよびJBISサーチに基づく。
| 競走日     | 競馬場 | 競走名     | 格 | 距離（馬場）  | 頭 数 | 枠 番 | 馬 番 | オッズ （人気） | 着順 | タイム （上り3F） | 着差 | 騎手      | 斤量 [kg] | 1着馬（2着馬）       | 馬体重 [kg] |
| ---------- | ------ | ---------- | -- | ------------- | ----- | ----- | ----- | --------------- | ---- | ----------------- | ---- | --------- | --------- | -------------------- | ----------- |
| 2000.09.02 | 札幌   | 3歳新馬    |    | 芝1800m（稍） | 8     | 1     | 1     | 003.30（2人）   | 05着 | R1:53.8（37.8）   | -1.8 | 0武幸四郎 | 53        | ジャングルポケット   | 480         |
| 0000.09.16 | 札幌   | 3歳新馬    |    | 芝1800m（稍） | 10    | 7     | 8     | 009.20（3人）   | 03着 | R1:52.7（37.8）   | -0.4 | 0山田泰誠 | 53        | タガノテイオー       | 476         |
| 0000.10.15 | 京都   | 3歳未勝利  |    | 芝1600m（良） | 13    | 8     | 13    | 003.50（2人）   | 03着 | R1:34.6（35.7）   | -0.4 | 0武幸四郎 | 53        | タイムトゥチェンジ   | 464         |
| 0000.11.11 | 京都   | 3歳未勝利  |    | 芝1400m（良） | 16    | 3     | 5     | 001.80（1人）   | 01着 | R1:22.1（35.8）   | -0.1 | 0武幸四郎 | 54        | （ダンシングカラー） | 478         |
| 0000.12.10 | 中山   | 朝日杯3歳S | GI | 芝1600m（良） | 16    | 2     | 3     | 040.5（10人）   | 01着 | R1:34.5（35.4）   | -0.1 | 0横山典弘 | 54        | （タガノテイオー）   | 486         |
| 2002.02.02 | 東京   | 白富士S    | OP | 芝2000m（良） | 14    | 6     | 10    | 007.00（3人）   | 13着 | R2:02.8（35.7）   | -1.8 | 0横山典弘 | 55        | コイントス           | 496         |
| 0000.03.09 | 阪神   | 大阪城S    | OP | 芝2000m（良） | 10    | 1     | 1     | 005.50（2人）   | 04着 | R1:59.8（35.2）   | -0.3 | 0四位洋文 | 56        | サンライズペガサス   | 500         |

## 種牡馬時代
青森県の諏訪牧場に繋養されることとなった。初年度産駒は35頭が登録された。産駒はメジロ牧場の牝馬から生まれたものが多く、メジロドーベルの全妹メジロジョーンズとの間に産まれた牡馬などが良血としてあげられる。
2008年にデビューした産駒の中から、8月3日にメジロポッターが新潟の新馬戦で産駒の初勝利をあげている。
2009年よりビッグレッドファームに繋養される。2012年10月、青森県の東北牧場（フォレブルー）へ移動した。2017年8月をもって種牡馬引退、同11月より引退名馬繋養展示事業の助成対象馬となった。
2022年6月28日、老衰のため死去。24歳没。

### 主な産駒
- 2009年産
  - ウィードパワー（ブリーダーズゴールドジュニアカップ-H1、栄冠賞-H2）
- 2010年産
  - ヴェリイブライト（すずらん賞、くろゆり賞）
  - アルマディヴァン（幕張S、知立特別、中京記念2着）

### 母の父としての主な産駒
- 2019年産
  - カフジオクタゴン：2022年レパードステークス（父モーリス）[18]

## 血統表
| メジロベイリーの血統                              | メジロベイリーの血統               | メジロベイリーの血統               | （血統表の出典）                   | （血統表の出典）  |
| 父系                                              | サンデーサイレンス系（ヘイロー系） | サンデーサイレンス系（ヘイロー系） | サンデーサイレンス系（ヘイロー系） | [ § 2 ]           |
| 父 *サンデーサイレンス Sunday Silence 1986 青鹿毛 | 父の父Halo 1969 黒鹿毛             | Hail to Reason                     | Turn-to                            | Turn-to           |
| 父 *サンデーサイレンス Sunday Silence 1986 青鹿毛 | 父の父Halo 1969 黒鹿毛             | Hail to Reason                     | Nothirdchance                      |                   |
| 父 *サンデーサイレンス Sunday Silence 1986 青鹿毛 | 父の父Halo 1969 黒鹿毛             | Cosmah                             | Cosmic Bomb                        | Cosmic Bomb       |
| 父 *サンデーサイレンス Sunday Silence 1986 青鹿毛 | 父の父Halo 1969 黒鹿毛             | Cosmah                             | Almahmoud                          |                   |
| 父 *サンデーサイレンス Sunday Silence 1986 青鹿毛 | 父の母Wishing Well 1975 鹿毛       | Understanding                      | Promised Land                      | Promised Land     |
| 父 *サンデーサイレンス Sunday Silence 1986 青鹿毛 | 父の母Wishing Well 1975 鹿毛       | Understanding                      | Pretty Ways                        |                   |
| 父 *サンデーサイレンス Sunday Silence 1986 青鹿毛 | 父の母Wishing Well 1975 鹿毛       | Mountain Flower                    | Montparnasse                       | Montparnasse      |
| 父 *サンデーサイレンス Sunday Silence 1986 青鹿毛 | 父の母Wishing Well 1975 鹿毛       | Mountain Flower                    | Edelweiss                          |                   |
| 母 レールデユタン 1982 鹿毛                       | 母の父マルゼンスキー 1974 鹿毛     | ニジンスキー                       | Northern Dancer                    | Northern Dancer   |
| 母 レールデユタン 1982 鹿毛                       | 母の父マルゼンスキー 1974 鹿毛     | ニジンスキー                       | Flaming Page                       |                   |
| 母 レールデユタン 1982 鹿毛                       | 母の父マルゼンスキー 1974 鹿毛     | *シル                              | Buckpasser                         | Buckpasser        |
| 母 レールデユタン 1982 鹿毛                       | 母の父マルゼンスキー 1974 鹿毛     | *シル                              | Quill                              |                   |
| 母 レールデユタン 1982 鹿毛                       | 母の母ケイツナミ 1974 鹿毛         | *ラディガ                          | Graustark                          | Graustark         |
| 母 レールデユタン 1982 鹿毛                       | 母の母ケイツナミ 1974 鹿毛         | *ラディガ                          | Celia                              |                   |
| 母 レールデユタン 1982 鹿毛                       | 母の母ケイツナミ 1974 鹿毛         | ハイビスカス                       | *アドミラルバード                  | *アドミラルバード |
| 母 レールデユタン 1982 鹿毛                       | 母の母ケイツナミ 1974 鹿毛         | ハイビスカス                       | キクジュヒメ                       |                   |
| 母系(F-No.)                                       | ソネラ系(FN:4-r)                   | ソネラ系(FN:4-r)                   | ソネラ系(FN:4-r)                   | [ § 3 ]           |
| 5代内の近親交配                                   | アウトブリード                     | アウトブリード                     | アウトブリード                     | [ § 4 ]           |
| 出典                                              | 1. 2. 3. 4.                        | 1. 2. 3. 4.                        | 1. 2. 3. 4.                        | 1. 2. 3. 4.       |